# Mbam
Lo Mbam è un fiume del Camerun, affluente di destra del Sanaga (tributario del golfo di Guinea).
Nasce dal versante meridionale del massiccio dell'Adamaoua, dirigendosi dapprima verso sud, assumendo successivamente direzione mediamente sudoccidentale, segnando per un tratto il confine fra la regione del Centro e le regioni dell'Adamaoua e dell'Ovest; pochi chilometri a valle della confluenza dell'affluente Noun volge il suo corso a sudest, toccando la città di Bafia (la maggiore città del suo bacino) prima di sfociare nel Sanaga alcune decine di chilometri a monte di Monatélé.
I suoi maggiori tributari sono il Noun dalla destra idrografica, il Kim e lo Ndjim dalla sinistra.
Il fiume ha una portata media annua intorno ai 710 m³/s (presso l'insediamento di Goura nel medio corso), con valori medi mensili che oscillano dai 133 m³/s di marzo (al culmine della stagione secca annuale) ai 1.917 m³/s di ottobre.